# História da sociologia
A sociologia surgiu do pensamento iluminista, pouco tempo após a Revolução Francesa, como uma ciência da sociedade positivista. Entretanto, tem origem no estoque comum do conhecimento ocidental e necessariamente é anterior a essa área. A sociologia acadêmica moderna surgiu como uma reação à modernidade, capitalismo, urbanização, racionalização e secularização, carregando um forte interesse específico na emersão do moderno estado-nação, suas instituições constituintes, suas unidades de socialização e seus meios de vigilância. Uma ênfase no conceito de modernidade, em vez de no iluminismo, geralmente distingue o discurso sociológico daquele da filosofia política como já dita clássica.

## Histórico
Como ciência, a sociologia tem de obedecer aos mesmos princípios gerais válidos para todos os ramos de conhecimento científico, apesar das peculiaridades dos fenômenos sociais quando comparados com os fenômenos de natureza e, consequentemente, da abordagem científica da sociedade.
De acordo com Giannoti (IN VALENTIM, 2010): "A Sociologia estuda a sociedade, onde os seres vivos se unem por laços independentes de seus organismos". A Sociologia é vista por Comte como "o fim essencial de toda a filosofia positiva".
A sociologia é uma área de interesse muito recente, mas foi a primeira ciência social a se institucionalizar. Antes, portanto, da ciência política e da antropologia.
Em que pese o termo Sociologia tenha sido criado por Augusto Comte (em 1838), que esperava unificar todos os estudos relativos ao homem — inclusive a história, a psicologia e a economia —, Montesquieu também pode ser encarado como um dos fundadores da sociologia — talvez como o último pensador clássico ou o primeiro pensador moderno.
Em Comte, seu esquema sociológico era tipicamente positivista, (corrente que teve grande força no século XIX), e ele acreditava que toda a vida humana tinha atravessado as mesmas fases históricas distintas e que, se a pessoa pudesse compreender este progresso, poderia prescrever os "remédios" para os problemas de ordem social.
As transformações econômicas, políticas e culturais ocorridas no século XVIII, como as Revoluções Industrial e Francesa, colocaram em destaque mudanças significativas da vida em sociedade com relação a suas formas passadas, baseadas principalmente nas tradições.
A sociologia surge no século XIX como forma de entender essas mudanças e explicá-las. No entanto, é necessário frisar, de forma muito clara, que a sociologia é datada historicamente e que o seu surgimento está vinculado à consolidação do capitalismo moderno.
Esta disciplina marca uma mudança na maneira de se pensar a realidade social, desvinculando-se das preocupações especulativas e metafísicas e diferenciando-se progressivamente enquanto forma racional e sistemática de compreensão da mesma.
Assim é que a Revolução Industrial significou, para o pensamento social, algo mais do que a introdução da máquina a vapor. Ela representou a racionalização da produção da materialidade da vida social.
O triunfo da indústria capitalista foi pouco a pouco concentrando as máquinas, as terras e as ferramentas sob o controle de um grupo social, convertendo grandes massas camponesas em trabalhadores industriais. Neste momento, se consolida a sociedade capitalista, que divide de modo central a sociedade entre burgueses (donos dos meios de produção) e proletários (possuidores apenas de sua força de trabalho). Há paralelamente um aumento do funcionalismo do Estado que representa um aumento da burocratização de suas funções e que está ligado majoritariamente aos estratos médios da população.
O desaparecimento dos proprietários rurais, dos artesãos independentes, a imposição de prolongadas horas de trabalho, etc., teve um efeito traumático sobre milhões de seres humanos ao modificar radicalmente suas formas tradicionais de vida.
Não demorou em que as manifestações de revolta dos trabalhadores se iniciassem. Máquinas foram destruídas, atos de sabotagem e exploração de algumas oficinas, roubos e crimes, evoluindo para a criação de associações livres, formação de sindicatos e movimentos revolucionários.
Este fato é importante para o surgimento da sociologia, pois colocava a sociedade num plano de análise relevante, como objeto que deveria ser investigado tanto por seus novos problemas intrínsecos, como por seu novo protagonismo político já que junto a estas transformações de ordem econômica pôde-se perceber o papel ativo da sociedade e seus diversos componentes na produção e reprodução da vida social, o que se distingue da percepção de que este papel seja privilégio de um Estado que se sobrepõe ao seu povo.
O surgimento da sociologia prende-se em parte aos desenvolvimentos oriundos da Revolução Industrial, pelas novas condições de existência por ela criada. Mas uma outra circunstância concorreria também para a sua formação. Trata-se das modificações que vinham ocorrendo nas formas de pensamento, originadas pelo Iluminismo. As transformações econômicas, que se achavam em curso no ocidente europeu desde o século XVI, não poderiam deixar de provocar modificações na forma de conhecer a natureza e a cultura.

## Definição da Sociologia
Georg Simmel, ao definir o campo da Sociologia, compreendeu haver em toda interação uma forma e uma motivação. “A motivação é o conteúdo, o interesse ou objetivo do indivíduo que se engaja em uma interação; a forma é o modo, um formato por meio do qual aquele conteúdo passa a existir”. Assim, seria a forma o objeto de estudo da Sociologia e também seria ela o aspecto determinante na expressão afetiva dos sujeitos em sociedade.
Já para Émile Durkheim, o objeto da Sociologia é a dimensão social, que passa a existir quando se altera o estado de consciência individual. “Para Durkheim, é ao ser capaz de coagir a vontade individual que um fenômeno estabelece sua condição social”.

## Fenômenos contemporâneos

### Sociologia dos Afetos
A sociologia se depara com desafios para estudar fenômenos sociais que se encontram fora do âmbito político e não vinculados a instituições, a exemplo dos afetos. Apesar disso, há no desenvolvimento do campo, importantes contribuições ao desenvolvimento do que é chamado de Sociologia dos Afetos ou Construção Social das Emoções.
Um pesquisador de destaque neste campo de estudo é Espinoza, que afirma ser o afeto “todo modo de pensamento que não representa nada”. Essa diferenciação centra-se em sua concepção de ideia como sendo a representação de uma realidade. Assim, o afeto está atrelado não a uma ideia, mas a um sentimento, emoção, não sendo, portanto, representativo. Afeto para Espinoza seria “a variação contínua da força de existir, da potência de agir”. O grau dessa potência do agir é determinado pelo grau de perfeição de uma ideia. De forma mais didática, o aumento da potência do agir poderia estar relacionado à alegria, e a diminuição dessa potência, à tristeza. Algo central na perspectiva oferecida por Espinoza é da desconstrução do afeto como uma ação passiva, sendo, portanto, uma manifestação ativa do sujeito e desvencilhando-se da concepção tradicional de afeto como sinônimo de paixão (descontrole).
Outro sociólogo com pesquisas de destaque na sociologia dos afetos é Maurice Halbwachs, que apresenta o conceito de comunidade de afeto, sendo essa uma construção que ocorre por meio do convívio social, um processo construtivo mediado pelas relações grupais e as lembranças geradas nas inter-relações. “Desse modo, a constituição da memória de um indivíduo resulta da combinação das memórias dos diferentes grupos dos quais está inserido e consequentemente é influenciado por eles”. A comunidade está atrelada à história que acompanha o indivíduo e o grupo, relaciona-se aos vínculos entre as pessoas. É sobre estas tensões entre o ego e o Outro que se centra o conceito de comunidade de afeto, que está intrinsicamente atrelada à noção de memória coletiva.
O conceito de memória coletiva não busca suprimir a importância das vivências individuais, afinal, “a primeira testemunha, à qual podemos sempre apelar, é a nós próprios”. No entanto, é pelo acesso à memória coletiva que o sujeito confirma a lembrança, pois, de acordo com Halbwachs, confia-se mais nas experiências compartilhadas que naquelas vivenciadas apenas por si mesmo. A exemplo ele destaca quando que, para confirmar ou recordar de uma lembrança, as testemunhas presentes, que compartilharam entre si a vivência evocada, fazem com que o sujeito assuma experiências que não se lembra com clareza, mas que absorve pelo compartilhado pelo grupo.
Halbwachs defende, portanto, que, por mais que tenha havido por parte do indivíduo uma experiência que remonta a um afeto positivo, se tal memória individual não for reforçada pela coletividade, é possível que a lembrança seja modificada com o reforço do grupo ou de instituições reguladoras. A repetição de um fato com carga afetiva negativa pode modificar a experiência individual do sujeito frente a um mesmo acontecimento.

### Identidade
Além dos estudos contemporâneo relevante nos estudos da Sociologia é o da identidade, pois este torna-se um termo fluido e decentralizado frente a complexidade cultural da contemporaneidade.
Para Stuart Hall, pensar em identidade no século XXI é pensar em um conceito fluído, descentralizado, que propõe uma abordagem do homem muito distante daquela proposta pelos pesquisadores modernos, que possuía uma perspectiva de sujeito que “não era autônomo e autossuficiente, mas era formado na relação com outras pessoas importantes para ele, que mediavam para o sujeito os valores, os sentidos e os símbolos – a cultura – do mundo que ele/ela habitava”.
Nesse sentido, define-se identidade na contemporaneidade como “uma construção simbólica que se faz em relação a um referente”. Isto é, “toda identidade é uma representação, e não um dado concreto que pode ser elucidado ou descoberto”. Sendo uma representação, ela se dá, portanto, em relação. A identidade é constituída e ressignificada nas inter-relações com as similitudes e diferentes, visto que “(...) a identidade do outro reflete na minha e a minha na dele”.
A partir dessa perspectiva inter-relacional da identidade, tem-se diversas abordagens que foram trabalhadas pelos autores Maria Chalfin Coutinho, Edite Krawulski e Dulce Helena Penna Soares, que vão desde a compreensão dos aspectos de socialização como prementes na formação identitária, que buscam analisar os “processos psicossociais através dos quais o indivíduo se desenvolve historicamente como pessoa e como membro de uma sociedade”, considerando haver na transformação pessoal uma relação direta com aspectos sociais e históricos dados, como também abordagens que consideram os impactos sociais na formação individual, ou seja, a construção identitária ocorrendo tanto em âmbito individual como coletivo. Nesse sentido, a identidade é vista como “um tipo de sequência cultural da ação, a toda uma interiorização da experiência social, sob forma de modelos tornados inconscientes e que governam as condutas e jogos relacionais pelo viés de representações que eles induzem”.

#### Impactos históricos na concepção de identidade
Stuart Hall evidencia haver uma série de acontecimentos históricos, sociais e revoluções científicas que influenciam a forma como as identidades são compostas na contemporaneidade. O autor propõe a organização de três concepções de identidade, que se relacionam a períodos históricos diferentes, sendo eles: o sujeito do Iluminismo, o sujeito sociológico e o sujeito pós-moderno.
O primeiro sujeito, o do Iluminismo, “estava baseado numa concepção de pessoa humana como um indivíduo totalmente centrado, unificado, dotado das capacidades de razão, de consciência e de ação”. Esse sujeito era dotado de uma interioridade completa, que fazia dele um ser único. A identidade era o próprio eu, a consciência da pessoa. Já o sujeito sociológico enfrentava as complexidades do mundo moderno e criava sua identidade a partir das relações sociais e das trocas simbólicas. Por fim, o sujeito pós-moderno não possui mais uma identidade única, fixa. Ele está em constante mudança, “a identidade torna-se uma celebração móvel: formada e transformada continuamente em relação às formas pelas quais somos representados ou interpelados nos sistemas culturais que nos rodeiam”.
Esse sujeito pós-moderno está inserido em uma realidade global, não mais local. “À medida que áreas diferentes do globo são postas em interconexão umas com as outras, ondas de transformação social atingem virtualmente toda a superfície da Terra”. Essas transformações provocam hibridações culturais que estimulam tanto uma aproximação entre os sujeitos através de um reconhecimento mútuo, como um afastamento pela identificação das diferenças, promovendo assim uma diversidade de “posições de sujeito”, de renegociações de identidades.
O processo de deslocamento do sujeito se dá, de acordo com Hall, através de cinco avanços nas teorias sociais e Ciências Humanas. O primeiro deles refere-se às tradições do pensamento marxista, mais especificamente às releituras e interpretações que foram realizadas dos escritos de Marx na década de 60. Quando reinterpretada à luz desta década, a afirmação “homens fazem a história, mas apenas sob as condições que lhes são dadas”, é compreendida como uma ausência total de poder desses homens/indivíduos, em que não são capazes de serem autores ou agentes de suas próprias histórias. Tal percepção do homem como sujeito passivo dos acontecimentos do mundo e da vida destrói a concepção do sujeito como dotado de consciência plena e ampla, empoderado de si mesmo.
O segundo acontecimento está relacionado à descoberta do inconsciente por Freud. Isto porque “a teoria de Freud, de que nossas identidades, nossa sexualidade e a estrutura dos nossos desejos são formadas com base em processos psíquicos e simbólicos do inconsciente, que funcionam de acordo com uma lógica muito diferente daquela da Razão”. põe por terra toda a concepção de sujeito central no universo por ser dotado de uma razão plena, concepção iluminista que dotava o sujeito de uma identidade ampla e fixa. Para Freud, o sujeito forma-se a partir de uma relação complexa que relaciona o inconsciente a uma série de realidades sociais que são apreendidas desde a infância. O sujeito não nasce completo, pleno, mas vai sendo construído e constituído de partes apreendidas ao longo da vida, que são móveis e instáveis.
O terceiro avanço está associado ao trabalho de Ferdinand de Saussure, na linguística estrutural. Quando Saussure afirma ser a língua um sistema complexo social preexistente ao sujeito, ele diz que “falar uma língua não significa apenas expressar nossos pensamentos mais interiores e originais; significa também ativar a imensa gama de significados que já estão embutidos em nossa língua e em nossos sistemas culturais”. Ao propor tal perspectiva, o autor afirma ser o sistema cultural superior ao indivíduo, ou seja, aquilo que o faz cidadão. Os códigos compartilhados com seus pares, as relações afetivas e culturais do sujeito são tão ou mais importantes que aquilo que ele traz em sua intimidade ou biologia. Além disso, Saussure diz haver na língua significados móveis, inconstantes, que fazem com que a relação com o mundo se altere constantemente. Alçar a língua a uma realidade mais ampla que a do sujeito é edificar o próprio conceito de cultura.
O quarto pesquisador de grande influência no descentramento do homem moderno é Michel Foucault. O filósofo e historiador francês, em uma série de estudos, produziu uma “genealogia do poder”. Com o surgimento de novas instituições sociais, o poder se modifica e passa a disciplinar a sociedade por intermédio de novas ferramentas. “O poder disciplinar está preocupado, em primeiro lugar, com a regulação, a vigilância é o governo da espécie humana ou de populações inteiras e, em segundo lugar, do indivíduo e do corpo”. Passa-se a regulação da vida às esferas institucionais e sociais, desprovendo o sujeito de tal poder.
O quinto descentramento proposto por Hall é o impacto do feminismo como movimento social e crítica teórica. O feminismo está inserido em um período histórico em que há o surgimento e fortalecimento de outros movimentos sociais, onde “cada movimento apela para a identidade social de seus sustentadores. (...) Isso constitui o nascimento histórico do que veio a ser conhecido como a política de identidade – uma identidade para cada movimento”. Além disso, o feminismo também trouxe questionamentos quanto à diferenciação das esferas privada e pública, expondo instituições privadas, como a família, para a esfera política pública, assim como também politizou a subjetividade ao questionar os papéis da mulher, da mãe, da filha, do homem. Essa série de indagações propostas pelo movimento feminista desordenou várias esferas sociais, até estão estáveis, que diziam respeito à realidade social do sujeito. A instabilidade na identificação de papéis e instâncias sociais perturbou a noção de identidade do indivíduo, trazendo novas possibilidades e mobilidade a uma identidade até então fixa.

#### Identidade e linguagem
A linguagem surge como uma forma de explicar a realidade por meio das significações. Destaca-se o desenvolvimento de diversas linhas teóricas que tinham na linguagem seu principal objeto e sua mais importante ferramenta: a lógica-matemática e a filosofia analítica da linguagem, na Alemanha; a Semiótica nos Estados Unidos; o positivismo lógico, em Viena; a filosofia das formas simbólicas e a hermenêutica, também na Alemanha; o estruturalismo, na França; a antropologia linguística, na Inglaterra e a teoria linguística. “A análise da linguagem torna-se assim a estrada real para o tratamento não só de questões filosóficas, mas de questões de vários campos das ciências humanas e naturais no pensamento contemporâneo”.
Contudo, a descentralização do homem pela perspectiva filosófica, assim como a sociológica, ocorreu em diferentes momentos, tanto teóricos, como históricos. Marcondes destaca três grandes rupturas que tiveram enorme importância nesse processo. A primeira foi a revolução copernicana, que retira a Terra do centro do universo e a torna móvel. A reformulação na concepção do planeta provoca também uma revisão da centralidade do homem no universo.
A segunda grande ruptura está nas obras de Charles Darwin e na proposta da teoria da evolução. A instabilidade na concepção de sujeito ocorre “na medida em que revela que o homem é apenas mais uma espécie natural dentre outras e que a espécie humana resulta de um processo de evolução natural, tendo ancestrais comuns com o macaco”. A reaproximação entre o homem e a natureza, separada mais intensamente com o Iluminismo, questiona a superioridade humana, pois aproxima o sujeito dos demais seres.
A terceira grande ruptura foi a revolução freudiana. Hall já citava a importância de Freud na descentralização do homem e sua importância também é considerada pelos filósofos. “Ao formular uma nova explicação do aparelho psíquico humano, sobretudo com sua hipótese do inconsciente, Freud mostra que não temos controle pleno de nossas ações e que há causas determinantes de nossa ação que nos são desconhecidas”. Aquele sujeito empoderado de racionalidade passa a ser questionado quanto às suas irracionalidades, que lhes são inconscientes. O homem passa a ser dotado de características que lhe fogem ao controle, que lhes são desconhecidas.
E há outras duas revoluções que tiveram importância na intensificação da descentralização do sujeito, e que são impactos recentes, ocorridos no século XX. A primeira é a revolução da informática, com destaque para as inteligências artificiais. O homem cartesiano destacava-se da natureza por sua superioridade racional. Era o único dotado da razão, o que o fazia central, especial. Porém, com o surgimento de máquinas pensantes, o lugar ocupado por este sujeito é questionado, reivindicado. Isso intensifica tanto a aproximação do homem com a natureza, como também o retira daquele lugar privilegiado e único.
A segunda é a revolução biológica, com destaque para a engenharia genética. “A possibilidade de criar novas espécies ou de manipular as características de uma espécie”, retira do homem não apenas a exclusividade da perpetuação da espécie, mas também suas características mais profundas. Quando as características biológicas do sujeito passam a ser modificadas geneticamente, esse homem cartesiano se torna insustentável, surgindo assim uma concepção identitária completamente diferente.
Permanecendo na abordagem culturalista e considerando as mudanças teóricas e históricas, Manuel Castells diz “entender-se por identidade a fonte de significados e experiências de um povo”. São nos processos de significados, com base culturalista, que se constrói a concepção de si. Contudo, para Castells, as identidades também podem ser formadas a partir das relações institucionais e, nesse sentido, pensando na identidade coletiva, o autor propõe três categorias como forma de análise: identidade legitimadora, “introduzida pelas instituições dominantes da sociedade no intuito de expandir e racionalizar sua dominação em relação aos atores sociais”; identidade de resistência, “criada por atores que se encontram em posições/condições desvalorizadas e/ou estigmatizadas pela lógica da dominação, construindo, assim, trincheiras de resistência”; e a identidade de projeto, “quando os autores sociais, utilizando-se de qualquer tipo de material cultural ao seu alcance, constroem uma nova identidade capaz de redefinir sua posição na sociedade e, ao fazê-lo, de buscar a transformação de toda a estrutura social”.